# Стратман, Мартин
Мартин Стратман (нем. Martin Stratmann, родился 20 апреля 1954 года в Эссене, Германия) — немецкий электрохимик и учёный-материаловед.
C июня 2014 по июнь 2023 года он был президентом Общества Макса Планка. Стратман возглавлял отдел «Межфазная химия и технология поверхности» в качестве научного директора Института исследований железа Общества Макса Планка (Дюссельдорф, Германия) с 2000 года. С 2008 года Стратман являлся вице-президентом Общества Макса Планка. Научный журналист Ян Мартин Виарда охарактеризовал Стратмана как «на первый взгляд неприметного президента».

## Профессиональная биография
Окончив с отличием среднюю школу в Трабен-Трарбахе (Рейнланд-Пфальц, Германия) в 1973 году, Стратман после службы в армии начал изучать химию в Рурском университете в Бохуме. Ему была предоставлена стипендия Немецкого национального академического фонда. Дипломную работу закончил в 1979 году, защитив диссертацию на кафедре физической химии. В 1982 году он получил докторскую степень в Институте исследований железа Макса Планка по электрохимическим исследованиям фазовых превращений в слоях ржавчины. В период с 1983 по 1984 год Стратман проводил исследования в Университете Кейс Вестерн Резерв в Кливленде, США, в качестве стипендиата Общества Макса Планка. Вернувшись в институт по исследованиям железа, он работал научным сотрудником в группе по исследованию коррозии до 1987 года, когда стал руководителем этой рабочей группы. С 1994 по 1999 год Стратман перешел в Университет Эрлангена-Нюрнберга, где возглавил кафедру коррозии и разработки поверхностей. В 2000 году Стратман вернулся в институт по исследованиям железа в качестве директора отдела «Межфазная химия и технология поверхности», а два года спустя стал председателем правления.
С 2006 по 2008 год Стратман возглавил химико-физико-техническую секцию института, а в 2008 году стал вице-президентом Общества Макса Планка. С 2008 по 2014 год он также был управляющим директором Фонда Минервы, который был основан как дочерняя компания общества в 1960-х годах.

## Приоритеты исследований
Исследования Стратмана сосредоточены на областях электрохимии и исследований коррозии. Он сочетает электрохимические, спектроскопические и интерфейсные методы анализа и первым применил сканирующий зонд Кельвина в исследованиях коррозии. Он показал, что электрохимические исследования возможны и под сверхтонкими пленками электролита, и под изолирующими слоями. С помощью разработанных им зондов Стратману удалось в значительной степени исследовать атмосферную коррозию железа и железных сплавов, а также отлипание полимерных покрытий от поверхностей химически активных металлов. Основываясь на знаниях о том, что образование электрохимических элементов и, в частности, восстановление молекулярного кислорода является ключом к пониманию стабильности металла/полимера, Стратман и его коллеги разработали новые химические концепции интерфейса, которые приводят к большей стабильности композита и свинцовых интерфейсов. Вместе с Алленом Бардом он был главным редактором десятитомной Энциклопедии электрохимии (2007).

## Общество Макса Планка
В политическую дискуссию вошел тот факт, что трудоустройство докторантов в Общество Макса Планка часто основывалось на стипендиях. Весной 2015 года финансирование докторантов Общества Макса Планка было переведено почти исключительно на трудовые договоры. По оценкам Общества Макса Планка, это привело к дополнительным затратам в размере 50 миллионов евро в год.
Летом 2015 года Мартин Стратман в письме федеральному министру образования и исследований Йоханне Ванке по поводу планируемой поправки к Закону о временных научных контрактах призывал к отходу от потенциальных ограничений на срочные контракты, чтобы в будущем были возможны и краткосрочные и срочные контракты.
Во время срока полномочий Стратмана началась «Программа повышения квалификации Лизы Мейтнер», в рамках которой Общество Макса Планка с 2018 года рекламирует постоянные должности для выдающихся молодых женщин-ученых.
Докторская программа «Школы Макса Планка» была основана совместно с многочисленными университетами чтобы работать с 2018 по 2025 год. В интервью о промежуточной оценке Стратман сказал, что были выбраны хорошие стипендиаты и что «общенациональное распределение передового опыта было консолидировано».
Стратман неоднократно выступал за открытый доступ к науке. В 2017 году в гостевой статье в газете Berliner Tagesspiegel он утверждал, что «открытый доступ должен стать нормой в академических публикациях». Что касается рамочного соглашения со Springer Nature в 2019 году по проекту DEAL, он сказал: «Учитывая объем немецких исследовательских публикаций в журналах Springer Nature, это соглашение является важной вехой в освобождении науки от платежных барьеров модели подписки».
Стратман также предложил Министерству образования создать Федеральное агентство по передовым инновациям.
Программа «Dioscuri-Programm» была начата для улучшения сотрудничества со странами Центральной и Восточной Европы в Польше и Чехии.

## Награды и членство
- 1979 год — Премия Рурского университета в Бохуме за лучшую дипломную работу по химии года
- 1985 год — Медаль Отто Гана за работу по выяснению межфазных реакций и твердотельных реакций при росте слоев ржавчины
- Премия Мазинга 1990 года от Немецкого общества материаловедения за работу по исследованию коррозионных реакций под тонкими пленками электролита
- Премия DECHEMA 1995 года от Исследовательского фонда Макса Бюхнера
- Премия Уиллиса Родни Уитни 2005 года от Национальной ассоциации инженеров по коррозии (NACE)
- Премия UR Evans 2005 от Института коррозии
- Премия Его Святейшества Улига 2008 года от Электрохимического общества
- Мемориальная монета Карла Люга 2013 г. от Института стали за достижения в исследованиях стали[19]
- Член Электрохимического общества Германии
- С 2005 года — член Вестфальской академии наук (класс инженерии и экономики)[20]
- С 2020 года — член Леопольдины
- 2021 год — Баварский орден Максимилиана за науку и искусство

## Избранные публикации
- mit Jochem Marotzke (Hrsg.): Die Zukunft des Klimas : neue Erkenntnisse, neue Herausforderungen; ein Report der Max-Planck-Gesellschaft, München : Beck 2015, ISBN 978-3-406-66967-5